# Đàng Ánh Sáng
Đàng Ánh Sáng (tiếng Latinh: Via Lucis, còn gọi là Đường Phục Sinh) là một cách thực hành đạo đức Kitô giáo để tín hữu liên tưởng và suy niệm về Sự phục sinh của Giêsu, những lần xuất hiện của ông sau khi phục sinh và những sự kiện khác sau đó được ghi lại trong các sách Phúc Âm và trong Sách Công vụ Tông đồ. Mặc dù hình thức này không phổ biến như Đàng Thánh Giá nhưng nó được xem là phần tiếp nối và kết thúc của Đàng Thánh Giá.
Xuất hiện từ năm 1988, nhưng 3 năm sau, hình thức đạo đức này mới được Giáo hoàng Gioan Phaolô II giới thiệu cho toàn thể Giáo hội Công giáo nhân dịp Thứ Sáu Tuần Thánh năm 1991 và được Bộ Phụng tự và Kỷ luật Bí tích của Tòa Thánh thừa nhận và cho phép được cử hành cách công khai và quy mô.. 